# Acacia texensis
Acacia texensis é uma espécie de leguminosa do gênero Acacia, pertencente à família Fabaceae.